# Tarnac
Tarnac é uma comuna francesa na região administrativa da Nova Aquitânia, no departamento de Corrèze. Estende-se por uma área de 67,46 km². Em 2010 a comuna tinha 349 habitantes (densidade: 5,2 hab./km²).